# 妙印尼
妙印尼（みょういんに、生年不詳 - 文禄3年11月6日〈1594年12月17日〉）は、上野国新田金山城城主・由良成繁の妻。由良国繁・長尾顕長の母。甲斐姫の祖母にあたる（甲斐姫の母が妙印尼の娘）。

## 生涯
館林城主・赤井重秀の娘として生まれる。新田金山城主・由良成繁に嫁ぎ、由良国繁・長尾顕長らを生んだ。
永禄5年（1562年）、赤井文六が籠もる館林城は長尾景長に包囲され文六は没落する。これにより実家である赤井氏は館林城を追われることとなったが、自身の次男・熊寿丸（後の長尾顕長）が景長の養嗣子となって佐貫（館林）に移ることで結果的に赤井氏の血筋が館林城主の地位を取り戻していることから、赤井氏没落という状況に際し妙印尼が何らかの画策を行った可能性が指摘されている。
天正6年（1577年）の夫の没後に出家。
天正11年（1583年）に北条氏と由良氏が対立すると、豊臣秀吉や徳川家康と連携しようとした。この経緯は『石川忠総留書』に詳しく、厩橋城を攻略した北条氏直は、登城した由良国繁・長尾顕長兄弟に対し、佐竹攻めのために金山・館林城を借りたいと申し出たため、妙印尼は家臣を前に演説を行い家中を結束させて彼女を中心に籠城することを決定し、これを謀叛と受け取った氏直は国繁・顕長の身柄を小田原に送ったという。同年11月、氏直の命を受けた小泉城主・富岡秀長と由良・長尾氏の戦闘が開始された。由良・長尾氏は佐竹氏や佐野宗綱の援軍を得たものの翌年になっても小泉城は陥落せず、妙印尼らは国繁の舅である皆川広照を介して家康に国繁・顕長兄弟の帰国の取りなしを求めている。同年沼尻合戦が勃発し、北条軍の侵攻により金山・館林城は引き渡されることとなり、国繁は桐生城へ、顕長は足利城へ入ることとなった。妙印尼も国繁とともに桐生に移った。
天正18年（1590年）、秀吉が小田原征伐に乗り出すと、国繁・顕長は小田原城に籠城することとなり、桐生城は妙印尼と国繁の子・貞繁が、足利城は顕長の子・宣景が守ることとなった。桐生城は5月2日までに明け渡しが行われた。明け渡しの相手は前田利家であった。妙印尼は利家に対し、小田原に籠城する息子たちの助命と家の存続についての秀吉への取りなしを求め、その約束を得ている。8月1日、秀吉により妙印尼に対し、先年の北条氏への抵抗を高く評価するとともに、桐生足利は徳川家康に与えてしまったため、堪忍分として常陸国牛久の知行を認めるという内容の朱印状が与えられた。
妙印尼は国繁とともに牛久に移ることとなり、文禄3年（1595年）、牛久にて死去。法名は得月院殿月海妙院大姉。墓は同地の得月院にある。